# Izrael nyelvei

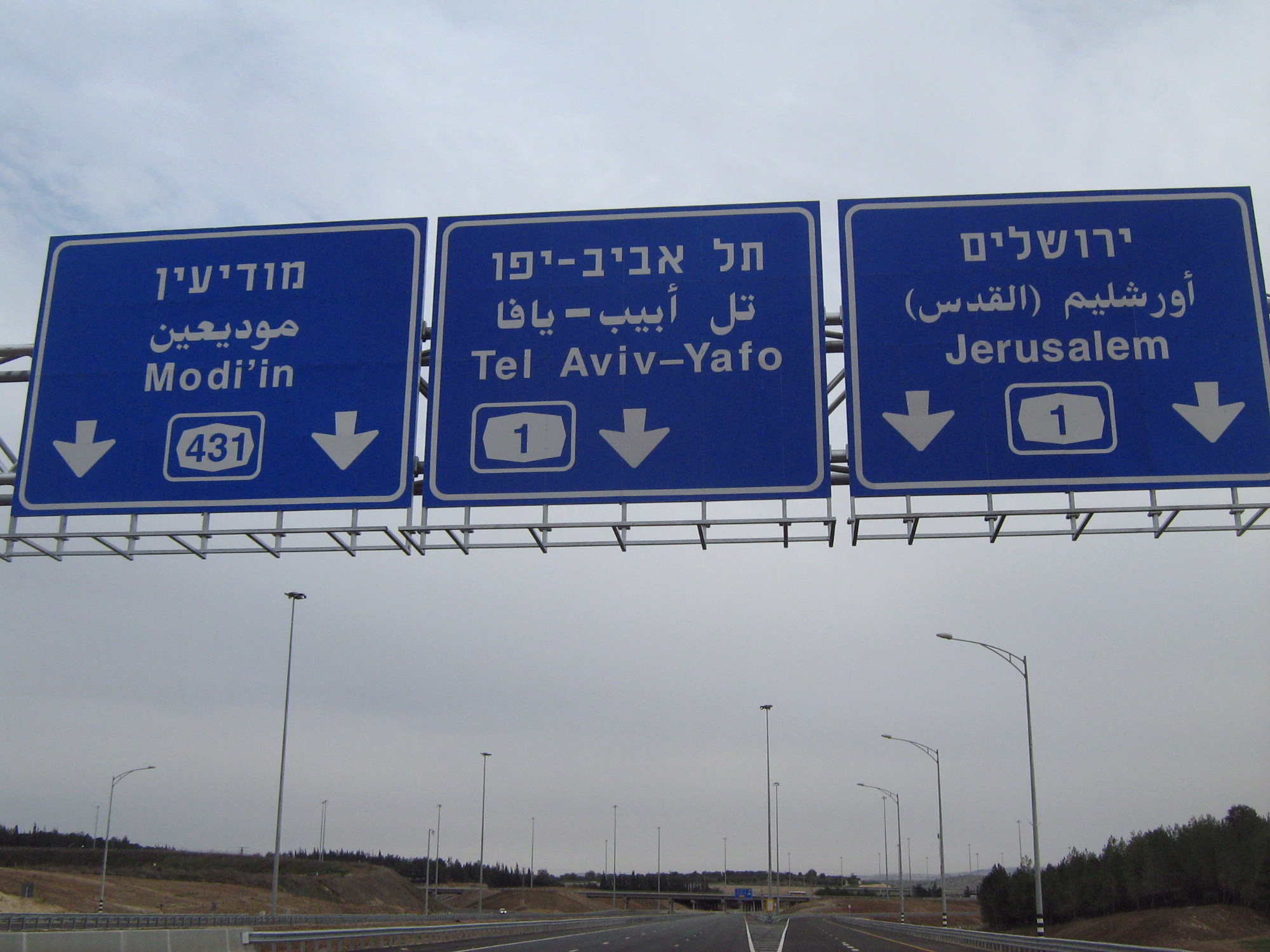
Héber, arab és angol úttábla Izraelben

Izrael nyelvileg meglehetősen sokszínű. A héber az ország hivatalos nyelve, és az egész lakosság beszéli első vagy második nyelvként. Az Ethnologue szerint 38 élő nyelvet beszélnek az országban.
A héber mellett az arab nyelv különleges státuszú az izraeli jog szerint. Számos beszélt dialektusokat használnak, és az izraeli arabok anyanyelve az arab. 1949-ben 156 000 arab élt Izraelben, ma ez a szám körülbelül 2,1 millió. Az arab az arab nyelvű országokból bevándorolt mizrahi zsidók anyanyelve. Az arab nyelv oktatása széles körben elterjedt a héber nyelvű iskolákban a hetediktől a kilencedik osztályig. Azok, akik ezt szeretnék, dönthetnek úgy, hogy a tizenkettedik osztályig folytatják arab nyelvű tanulmányaikat, és arab érettségi vizsgát tesznek. Egy 2015-ös tanulmány szerint az izraeli zsidók 17%-a ért arabul, 10%-a pedig folyékonyan beszéli, de csak 2,5%-uk tud a nyelven cikket olvasni, 1,5%-uk levelet írni, 1%-uk pedig könyvet olvasni.
Az izraeli lakosság mintegy 20%-a beszél oroszul, főként a volt Szovjetunióból érkező nagyszámú bevándorló lakosság miatt, az angolt pedig az izraeli lakosság jelentős része idegen nyelvként ismeri, a héber és arab mellett az angolt is használják széles körben logókon és közlekedési táblákon.

## Fordítás
- Ez a szócikk részben vagy egészben  a   Languages of Israel című angol Wikipédia-szócikk fordításán alapul.  Az eredeti cikk szerkesztőit annak laptörténete sorolja fel. Ez a jelzés csupán a megfogalmazás eredetét és a szerzői jogokat jelzi, nem szolgál a cikkben szereplő információk forrásmegjelöléseként.
- Ez a szócikk részben vagy egészben  az   Israelin kielet című finn Wikipédia-szócikk ezen változatának fordításán alapul.  Az eredeti cikk szerkesztőit annak laptörténete sorolja fel. Ez a jelzés csupán a megfogalmazás eredetét és a szerzői jogokat jelzi, nem szolgál a cikkben szereplő információk forrásmegjelöléseként.